# 杜家毫
杜家毫（1955年7月—），祖籍浙江鄞县，生于上海。男，汉族。1973年3月参加工作，1973年12月加入中国共产党。中华人民共和国政治人物。华东师范大学中文专业毕业，中央党校研究生文化，高级工商管理硕士，高级经济师，高级政工师。中共第十五大、十六大、十七大代表，第十八届中央委员会候补委员、第十九届中央委员会委员。現任全国人大农业农村委员会主任委员。

## 簡歷

### 上海
1973年3月，杜家毫开始供职于上海跃进农场，先后任工人、副指导员、党支部副书记。1975年7月，任上海跃进农场党委委员、综合计划组组长、场党委副书记、场政治处副主任。1978年9月，任上海市农场局团委副书记、书记（其间：1981年9月—1982年1月在中央团校第20期培训班学习；1982年9月—1983年1月在上海市委党校第九期轮训班学习）。1984年6月，任上海市农场局科技处负责人。1985年6月，任上海市农场局工会副主席（1987年2月明确为正处级，并主持工作）（其间：1983年9月—1988年6月在华东师范大学夜大学中文专业学习，获文学学士学位）。1990年4月，任上海市农场局党委委员、党政办公室主任。1992年3月，任中共上海市松江县委副书记。1993年1月，任中共松江县委书记，主政松江期间，因政績突出，杜氏於1995年獲得中共中央組織部表彰為「全國優秀縣委書記」，松江撤县建区后出任该区党委书记。1998年10月，任中共杨浦区委书记。2003年2月，任中共上海市委副秘书长、上海市人民政府党组成员、副秘书长。2003年4月，任中共上海市委副秘书长、上海市人民政府秘书长、市政府党组成员、办公厅主任。2004年4月，任中共上海市委常委、浦东新区区委书记（其间：2005年3月—2007年5月在中欧国际工商学院工商管理硕士学位课程班学习）。

### 黑龙江
2007年12月，任中共黑龙江省委常委、黑龙江省人民政府常务副省长。2011年4月，任中共黑龙江省委副书记。2011年9月，卸任黑龙江省人民政府常务副省长职务。2012年11月，当选第十八届中共中央候补委员。

### 湖南
2013年3月，任中共湖南省委副书记。4月10日，任湖南省人民政府副省长，提名为湖南省人民政府代理省长，并于5月31日正式当选。2013年5月27日，被湖南省第十二届人大常委会第二次会议补选为第十二届全国人民代表大会代表。2016年8月，任中共湖南省委书记。2017年1月，當選湖南省人民代表大会常务委员会主任。2018年2月24日，当选为第十三届全国人大代表。2020年11月，不再担任中共湖南省委书记。2020年12月，任全国人民代表大会财政经济委员会副主任委员。

## 褒奖荣誉
- 1995年6月，被中组部授予“全国优秀县委书记”称号[13]
- 2013年10月，获得奥地利布尔根兰州政府骑士勋章[14]